# Cerkiew św. Andrzeja Apostoła w Bartoszycach
Cerkiew św. Andrzeja Apostoła w Bartoszycach – cerkiew greckokatolicka w Bartoszycach, w województwie warmińsko-mazurskim. Jest to świątynia przebudowana w latach 1996–1998 z budynku dawnej straży pożarnej mieszczącego się przy ulicy Poniatowskiego.  Parafia otrzymała ten obiekt od władz miasta 7 listopada 1996. 27 czerwca 1998 odprawiono pierwszą mszę świętą w nowym budynku cerkwi. Wewnątrz cerkwi mieści się współczesny ikonostas.